# 青井鉞男
青井 鉞男（あおい えつお、明治5年8月10日〈1872年9月12日〉 - 1937年〈昭和12年〉9月17日）は、日本のアマチュア野球選手（投手）で、学生野球の指導者。
日本の野球史の草分け期に大きな功績を残し、また後進者の育成に大きく寄与したことが讃えられ、1959年（昭和34年）の野球殿堂創設時に初めて特別表彰者として殿堂入りした。

## 経歴
栃木県（当時は宇都宮県）河内郡宇都宮市出身。父は元宇都宮藩藩士の青井雅造。栃木県中学校（その後の宇都宮中学校、現在の栃木県立宇都宮高等学校）を卒業後、1892年（明治25年）に旧制一高へ進学。一高ベースボール部で主戦投手として活躍した。「千本素振り」は鉞男の練習方法の真骨頂であった。
一高時代、横浜の外国人居留地を尋ね、そこでドロップを体得した。「日本に敵なし」と言われた一高ベースボール部の主戦投手となった鉞男は、この外国人居留地の米国人チーム『横浜アマチュアクラブ』に一高と試合するよう申し込むが、当時の日本人の体格は小さく技術も稚拙であるとしてクラブは試合を拒否。それに挫けず当時の一高の英語教授・メーソンを通して試合を申し入れたことにより、1896年（明治29年）5月23日、横浜の外国人居留地運動場で外人チーム（横浜アマチュアクラブ）との国際試合（記録上では日本初）が実現する。この試合で鉞男は投手として活躍し、立ち上がりの1回に4失点したのみの29対4で大勝、これが記録上はじめて日本の野球チームが米国人チームに勝利した試合である。一高が米国人チームに勝利したことは、当時の新聞各紙で報じられたという。
これに対して横浜アマチュアクラブは雪辱戦を一高側に申し入れる。外人クラブチームは米国東洋艦隊チャールストン号、デトロイト号の精鋭を揃え、チーム全員米国人で試合に臨んだ。第2戦が行われた6月5日、再度一高ベースボールチームが32対9で米国人チームに大勝、連勝を飾ることとなった。
この第2戦で応援に駆けつけた横浜商業学校（Y校）の関係者は、「あんぱん」をもって一高の戦勝を祝った。これに応えた一高側はお礼にボールとバットを贈呈したのをきっかけに、Y校は同年野球部を創設、鉞男をコーチとして迎える。鉞男はY高のみでなく、たとえば出身校の栃木県立宇都宮中学校にも足を運び後輩球児を熱心に指導するなど、後進の野球選手の育成に取り組んだ。また、はじめて野球規則を日本語文に翻訳したり、ロジンバッグや各種野球用具の開発にも関わるなど、野球の草分け期にその発展に寄与することとなった。
なお、多くの資料で青井の名前を「鉞男」とし「えつお」と呼んでいるが、戸籍上の本名は「銊男」と書いて「じゅつお」である。当時の身内では「よきお」で通っていたという。実際に学校では級友が「えつお」と呼んでいたことから、青井自身それを受け入れ、学生時代は自分の名前を「えつお」で通したと云われている。
墓所は栃木県宇都宮市の観専寺。

## Base ballの日本語訳『野球』
野球界では、base ballの日本語訳を『野球』としたのは、青井と第一高等学校ベースボール部で活躍した中馬庚が起源と云われている。これは、君島一郎が自著の『日本野球創世記』（ベースボールマガジン社）の中でこれについて以下の2つの説を挙げ、中馬庚説がbase ballを野球と翻訳した起源としていることによる。
1. 中馬庚説 - 青井の直言としてこの説を紹介。すなわち、君島が青井から直接聞いた話として、青井が一高練習場で『千本素振り』の練習をしているところに中馬が訪れ、ベースボールの日本語訳を『野球』としてはどうかと持ちかけられ、青井はこれに賛同、ほかの一高ベースボール部メンバーも異を唱える者無く、これをもって一高ベースボール部の記録にはじめて『野球部』の文字が載ることとなった、というもの。
2. 正岡子規説 - 河東碧梧桐ら松山出身の俳人等の主張を紹介。すなわち『野球名付けの親は（中馬庚ではなく）正岡子規である』との主張。これは、中馬が野球という言葉を創出する以前から子規は手紙等で自分のことを『野球拝』などと書いていたことによるもので、これがベースボールの日本語訳として『野球』という文字を当てた最初であると説いていた。しかし子規は自著の中でベースボールの訳語は未だ無いと書いており（「野球」は正岡）幼名「升」をもじった雅号―「ノボール」とよむ―、であり実際にはbase ballの日本語訳として野球と書いていたわけではない。

## 参考資料
- 君島一郎著 『日本野球創世記』（ベースボール・マガジン社刊）
- 『とちぎ20世紀（下巻）』（下野新聞社編）